# Iron Flag
Iron Flag é o quarto álbum de e stúdio do grupo de rap novaiorquino Wu-Tang Clan, lançado em 2001. Na lista abaixo há a descrição de 12 faixas do álbum.

## Lista de faixas
1. "In the Hood"
2. "Rules"
3. "Chrome Wheels"
4. "Soul Power (Black Jungle)"
5. "Uzi (Pinky Ring)"
6. "One of These Days"
7. "Y'all Been Warned"
8. "Babies"
9. "Radioactive (Four Assassins)"
10. "Back in the Game"
11. "Iron Flag"
12. "Dashing (Reasons)"
13. "Da Glock"